# Фізичний маятник

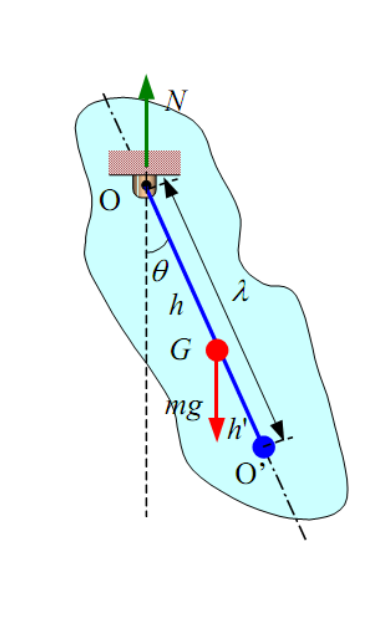
Фізичний маятник.
— вісь підвісу;
— реакція осі підвісу;
— центр ваги;
— центр гойдання;
— зведена довжина;
— кут відхилення маятника від рівноваги;
— початковий кут відхилення маятника;
— маса маятника;
— відстань від точки підвісу до центру ваги маятника;
— прискорення вільного падіння.

Фізи́чний ма́ятник — тверде тіло довільної форми, яке під дією сили тяжіння здійснює коливання навколо нерухомої горизонтальної осі, що не проходить через центр маси тіла.

## Основні характеристики
Період коливань фізичного маятника визначається формулою:
{\displaystyle T={\frac {2\pi }{\omega }}=2\pi {\sqrt {\frac {I}{mgd}}}},
де I — момент інерції, m — маса, d — віддаль від центра маси тіла до осі, g — прискорення вільного падіння.
Зведена довжина фізичного маятника — довжина такого математичного маятника, період коливань якого збігається з періодом коливань даного фізичного маятника. Вона дорівнює
{\displaystyle l_{r}={\frac {I}{md}}}.

## Диференціальне рівняння руху фізичного маятника
Момент інерції відносно осі, що проходить через точку підвісу за теоремою Штейнера:
{\displaystyle I=I_{0}+mh^{2}=m\left(r^{2}+h^{2}\right),}
де {\displaystyle I_{0}} — момент інерції відносно осі проходить через центр ваги;
{\displaystyle r} — ефективний радіус інерції відносно осі, що проходить через центр ваги.
Динамічне рівняння довільного обертання твердого тіла:
{\displaystyle I{\frac {d^{2}\theta }{dt^{2}}}=-M_{s},}
де {\displaystyle M_{s}} — сумарний момент сил, що діють на тіло відносно осі обертання.
{\displaystyle M_{s}=M+M_{f},}
де {\displaystyle M} — момент сил, викликаний силою тяжіння;
{\displaystyle M_{f}} — момент сил, викликаний силами тертя середовища.
Момент викликаний силою тяжіння залежить від кута відхилення тіла від положення рівноваги:
{\displaystyle M=mgh\sin \theta }
Якщо знехтувати опором середовища, диференціальне рівняння коливань фізичного маятника в полі сили тяжіння:
{\displaystyle I{\frac {d^{2}\theta }{dt^{2}}}=-mgh\sin \theta }.
Якщо розділити обидві частини рівняння на {\displaystyle h} і покласти {\displaystyle \lambda ={\frac {r^{2}+h^{2}}{h}}={\frac {r^{2}}{h}}+h,} то рівняння буде:
{\displaystyle \lambda {\frac {d^{2}\theta }{dt^{2}}}=-g\sin \theta .}
Таке рівняння аналогічне рівнянню коливань математичного маятника довжини {\displaystyle \lambda }. Величину {\displaystyle \lambda } називають зведеною довжиною фізичного маятника.

## Центр гойдання фізичного маятника
Центр гойдання — точка, в якій треба зосередити всю масу фізичного маятника, щоб його період коливань не змінився.
Помістимо на промені, що проходить від точки підвісу через центр ваги, точку на відстані {\displaystyle \lambda } від точки підвісу. Ця точка і буде центром гойдання маятника.
Дійсно, якщо всю масу зосередити в центрі гойдання, то центр гойдання буде збігатися з центром ваги. Тоді момент інерції відносно осі підвісу дорівнюватиме {\displaystyle I=m\lambda ^{2}}, а момент сили тяжіння відносно тієї ж осі {\displaystyle -mg\lambda \sin \theta }. При цьому рівняння руху не зміниться.

### Теорема Гюйгенса

#### Формулювання
Якщо фізичний маятник підвісити за центр гойдання, то його період коливань не зміниться, а колишня точка підвісу зробиться новим центром гойдання.

#### Доведення
Обчислимо зведену довжину нового маятника:
{\displaystyle \lambda _{1}={\frac {r^{2}}{r^{2}/h}}+{\frac {r^{2}}{h}}=h+{\frac {r^{2}}{h}}=\lambda }.
Збіг зведених довжин для двох випадків і доводить твердження теореми.

## Період коливань фізичного маятника
Для того, щоб знайти період коливань фізичного маятника, необхідно розв'язати рівняння гойдання.
Для цього помножимо ліву {\displaystyle \lambda {\frac {d^{2}\theta }{dt^{2}}}=\lambda {\frac {d}{dt}}\left({\frac {d\theta }{dt}}\right)} і праву частини цього рівняння на {\displaystyle d\theta }. Тоді:
{\displaystyle \lambda {\frac {d\theta }{dt}}d\left({\frac {d\theta }{dt}}\right)=-g\sin \theta \,d\theta }.
Інтегруючи це рівняння, отримуємо:
{\displaystyle \lambda \left({\frac {d\theta }{dt}}\right)^{2}=2g\cos \theta +C},
де {\displaystyle C} — довільна стала.
Її можна знайти з граничної умови, що в моменти {\displaystyle \theta =\pm \alpha \,\,\,,{\frac {d\theta }{dt}}=0}. Маємо:
{\displaystyle C=-2g\cos \alpha .}
Підставляємо і перетворюємо отримане рівняння:
{\displaystyle {\frac {d\theta }{dt}}=2{\sqrt {\frac {g}{\lambda }}}{\sqrt {\sin ^{2}{\frac {\alpha }{2}}-\sin ^{2}{\frac {\theta }{2}}}}.}
Відокремлюємо змінні й інтегруємо це рівняння:
{\displaystyle {\sqrt {\frac {g}{\lambda }}}t=\int \limits _{0}^{\frac {\theta }{2}}{\frac {d\left({\frac {\theta }{2}}\right)}{\sqrt {\sin ^{2}{\frac {\alpha }{2}}-\sin ^{2}{\frac {\theta }{2}}}}}.}
Зручно зробити заміну змінної {\displaystyle \sin {\frac {\theta }{2}}=\sin {\frac {\alpha }{2}}\sin \varphi }. Тоді шукане рівняння набуде вигляду:
{\displaystyle t={\sqrt {\frac {\lambda }{g}}}\int \limits _{0}^{\varphi }{\frac {d\varphi }{\sqrt {1-\sin ^{2}{\frac {\alpha }{2}}\sin ^{2}\varphi }}}={\sqrt {\frac {\lambda }{g}}}F\left(\varphi \setminus \alpha /2\right).}
Тут {\displaystyle F\left(\varphi \setminus \alpha \right)} — нормальний еліптичний інтеграл Лежандра 1-го роду. Для періоду коливань отримуємо формулу:
{\displaystyle T=4{\sqrt {\frac {\lambda }{g}}}\,\int \limits _{0}^{\pi /2}{\frac {d\varphi }{\sqrt {1-\sin ^{2}{\frac {\alpha }{2}}\sin ^{2}\varphi }}}=4{\sqrt {\frac {\lambda }{g}}}\,K\left(\sin {\frac {\alpha }{2}}\right).}
Тут {\displaystyle K\left(\sin {\frac {\alpha }{2}}\right)} — повний нормальний еліптичний інтеграл Лежандра 1-го роду. Розкладаючи його в ряд, можна отримати зручну для практичних обчислень формулу:
{\displaystyle T=2\pi {\sqrt {\frac {\lambda }{g}}}\left\{1+\left({\frac {1}{2}}\right)^{2}\sin ^{2}\left({\frac {\alpha }{2}}\right)+\left({\frac {1\cdot 3}{2\cdot 4}}\right)^{2}\sin ^{4}\left({\frac {\alpha }{2}}\right)+\dots +\left[{\frac {\left(2n-1\right)!!}{\left(2n\right)!!}}\right]^{2}\sin ^{2n}\left({\frac {\alpha }{2}}\right)+\dots \right\}.}

### Період малих коливань фізичного маятника
Якщо {\displaystyle \alpha \ll 1,} — випадок малих максимальних кутових відхилень від рівноваги, {\displaystyle \theta <\alpha ,} то {\displaystyle \sin \theta \approx \theta } оскільки розклад синуса в ряд Маклорена {\displaystyle \sin \theta \approx \theta -\theta ^{3}/3\dots } і рівняння руху переходить у рівняння гармонійного осцилятора без тертя:
{\displaystyle \lambda {\frac {d^{2}\theta }{dt^{2}}}=-g\theta .}
Період коливань маятника в цьому випадку:
{\displaystyle T=2\pi {\sqrt {\frac {\lambda }{g}}}.}
В іншому формулюванні: якщо амплітуда коливань {\displaystyle \alpha } мала, то корінь у знаменнику еліптичного інтеграла наближено дорівнює одиниці. Такий інтеграл легко береться, і виходить добре відома формула малих коливань:
{\displaystyle T=2\pi {\sqrt {\frac {\lambda }{g}}}=2\pi {\sqrt {\frac {I}{mgh}}}.}
Ця формула дає результати прийнятної точності (помилка менш 1 %) при кутах, що не перевищують 4°.
Наступний порядок наближення можна використовувати з прийнятною точністю (помилка менше 1 %) при кутах відхилення до 1 радіана (≈57°):
{\displaystyle T\approx 2\pi {\sqrt {\frac {\lambda }{g}}}\left(1+{\frac {1}{4}}\sin ^{2}\left({\frac {\alpha }{2}}\right)\right)={\frac {\pi }{4}}{\sqrt {\frac {\lambda }{g}}}\left(9-\cos {\alpha }\right).}